# Evil Dead: A Fistful of Boomstick
Evil Dead: A Fistful of Boomstick est un jeu vidéo de type beat them all développé par VIS Entertainment et édité par THQ, sorti en 2003 sur PlayStation 2 et Xbox.

## Accueil
- Jeuxvideo.com : 10/20[1]